# Lucy, la hija del diablo
Lucy, la Hija del Diablo es una serie de animación estadounidense emitida por el bloque Adult Swim de la cadena Cartoon Network. Fue escrita y dirigida por Loren Bouchard, los productores son Bouchard, Seth y Josh Piezas, y los responsables de la animación Fluid Animation. En España y en América Latina se emite como parte del bloque Adult Swim, por TNT e I.Sat respectivamente.

## Premisa
Es la historia de Lucy, una chica de 21 años que vive en San Francisco y a la que su padre, el diablo, ha elegido para que se convierta en el anticristo, tanto si le gusta su destino como si no. 
Por el camino Lucy conoce a DJ Jesús, el mesías. Los dos se hacen novios cuando Lucy salva a DJ Jesús de un incendio que había organizado Satán para tratar de matarlo.